# فرودگاه مونیخ
فرودگاه مونیخ (به آلمانی: Flughafen München) (یاتا: MUC، ایکائو: EDDM) یک فرودگاه بین‌المللی در مونیخ، مرکز ایالت بایرن در کشور آلمان است که با جابه‌جایی ۳۹٫۷ میلیون مسافر در سال ۲۰۱۴ میلادی، پس از فرودگاه بین‌المللی فرانکفورت دومین فرودگاه پررفت‌وآمد این کشور و هفتمین فرودگاه پررفت‌وآمد اروپا محسوب می‌شود. این فرودگاه چهاردهمین فرودگاه پررفت‌وآمد جهان بر پایهٔ میزان جابه‌جایی مسافران بین‌المللی و ۳۲مین فرودگاه پررفت‌وآمد جهان بر پایهٔ شمار مسافر است. تا مارس ۲۰۱۵ میلادی، از طریق فرودگاه مونیخ به ۲۲۸ مقصد در ۶۶ کشور جهان پرواز انجام می‌شود. فرودگاه مونیخ قطب دوم برای شرکت لوفت‌هانزا شامل لوفت‌هانزا رجینال و دیگر اعضای استار الاینس است.
این فرودگاه در فاصلهٔ ۲۸٫۵ کیلومتر (۱۷٫۷ مایل) شمال شرق مونیخ و در نزدیکی شهر قدیمی فرایزینگ قرار دارد و به افتخار فرانتس یوزف اشتراوس، نخست وزیر سابق بایرن نام‌گذاری شده‌است. فرودگاه مونیخ دارای دارای ۲ باند فرود و ۲ ترمینال مسافربری است.

## شرکت‌های هواپیمایی و مقصدهای پروزای

### مسافربری
| شرکت‌های هواپیمایی                                          | مقصدهای پروازی | پایانه / چک-این |
| ---------------------------------------------------------- | --- | --------------- |
| آدریا ایرویز                                               | فرودگاه لیوبلیانا، فرودگاه لودز لوبلینک، فرودگاه بین‌المللی پریشتینا، فرودگاه بین‌المللی مادر ترزای تیرانا (آغاز از ۲۸ مارس ۲۰۱۶) | 2-4             |
| اژین ایرلاینز                                              | فرودگاه بین‌المللی آتن، فرودگاه بین‌المللی کالاماتا، فرودگاه بین‌المللی سالونیک فصلی: فرودگاه بین‌المللی کورفو، فرودگاه بین‌المللی هراکلین، فرودگاه بین‌المللی رود | ۲–۳             |
| ایر لینگاس                                                 | فرودگاه کرک، فرودگاه دوبلین | 1-C             |
| آئروفلوت                                                   | فرودگاه بین‌المللی شرمتیوو | 1-C             |
| آئروفلوت اجرا توسط روسیه ایرلاینز                          | فرودگاه پالکوو | 1-C             |
| ایربالتیک                                                  | فرودگاه بین‌المللی ریگا | 1-D             |
| ایر کانادا                                                 | فرودگاه بین‌المللی پیرسون تورنتو | ۲–۳             |
| ایر چاینا                                                  | فرودگاه بین‌المللی آتن، فرودگاه بین‌المللی پکن، فرودگاه بین‌المللی شانگهای پودنگ | ۲–۳             |
| ایر دولومیتی                                               | فرودگاه باری، فرودگاه اوریو آل سریو، فرودگاه بلوونی گوگلیلمو مارکونی، فرودگاه پره‌تولا، فرودگاه ونیز مارکو پولو، فرودگاه ورونا | ۲–۴             |
| ایر اروپا                                                  | فرودگاه مادرید-باراخاس | 1-D             |
| ایر فرانس                                                  | فرودگاه شارل دوگل پاریس | 1-D             |
| ایر مالتا                                                  | فرودگاه کاتانیا-فونتاناروسا، فرودگاه بین‌المللی مالت | ۲–۴             |
| ایر ویا                                                    | چارتر فصلی: فرودگاه بورگاس، فرودگاه وارنا | 1-C             |
| آلایتالیا                                                  | فرودگاه لئوناردو دا وینچی-فیومیچینو | 1-D             |
| آل نیپون ایرویز                                            | فرودگاه هانه‌دا | ۲–۳             |
| امریکن ایرلاینز                                            | فرودگاه بین‌المللی فیلادلفیا | 1-B             |
| هواپیمایی ارکیا                                            | فرودگاه بین‌المللی بن گوریون | 1-F             |
| اطلس گلوبال                                                | چارتر فصلی: فرودگاه آنتالیا | 1-C             |
| آستریا ایر                                                 | فرودگاه بین‌المللی وین | ۲–۴             |
| بی‌ام‌آی رجیونال                                             | فرودگاه برن، فرودگاه اوریو آل سریو (آغاز از ۳۱ مارس ۲۰۱۶)، فرودگاه بریستول، فرودگاه برنو-تورانی، فرودگاه نورکوپینگ (آغاز از ۱۵ آوریل ۲۰۱۶)، فرودگاه روستوک-لاگه (آغاز از ۳۱ مارس ۲۰۱۶)، فرودگاه روتردام دی‌هیگ، فرودگاه ساوت‌همپتون (آغاز از ۱۵ آوریل ۲۰۱۶) | ۲–۴             |
| بوراجت                                                     | فرودگاه بین‌المللی اسن‌بوغا | 1-B             |
| بریتیش ایرویز                                              | فرودگاه هیترو لندن | 1-B             |
| بریتیش ایرویز اجرا توسط سان-ایر اسکاندیناوی                | فرودگاه بیلاند | 1-B             |
| کوندور فلوگدینست                                           | فرودگاه اگادیر المسیره، فرودگاه آنتالیا، فرودگاه بین‌المللی کانکون، کینتانا رو، فرودگاه بین‌المللی دیربا–زارزیس، فرودگاه فوئرته‌ونتورا، فرودگاه بین‌المللی خوزه مارتی (آغاز از ۴ ژوئن ۲۰۱۶)، فرودگاه مادیرا، فرودگاه گرن کناریا، فرودگاه بین‌المللی غردقه، فرودگاه لانزاروته، فرودگاه لا پالما، فرودگاه بین‌المللی پونتا کانا، فرودگاه تنریف جنوبی فصلی: فرودگاه بین‌المللی گرانتلی ادمز (آغاز از ۱۲ نوامبر ۲۰۱۶)، فرودگاه بین‌المللی کورفو، فرودگاه دالامان، فرودگاه بین‌المللی النفیضه حمامات، فرودگاه دابولیم، فرودگاه بین‌المللی هلفکس استانفیلد (آغاز از ۲۵ مارس ۲۰۱۶)، فرودگاه بین‌المللی هراکلین، فرودگاه ایبیزا (اسپانیا)، فرودگاه بین‌المللی کالاماتا، فرودگاه بین‌المللی جزیره کوس، فرودگاه بین‌المللی مرسی عالم، فرودگاه بین‌المللی سر سیوساگور رامگولام، فرودگاه بین‌المللی موا (آغاز از ۲۵ مارس ۲۰۱۶)، فرودگاه بین‌المللی سنگستر، فرودگاه پالما د مایورکا، فرودگاه بین‌المللی گریگوریو لوپرون، فرودگاه بین‌المللی رود، فرودگاه بین‌المللی خوآن سانتاماریا (آغاز از ۷ نوامبر ۲۰۱۶)، فرودگاه آبل سانتاماریا، فرودگاه بین‌المللی لا امریکاس (آغاز از ۷ نوامبر ۲۰۱۶)، فرودگاه ملی سادورینی (تیرا)، فرودگاه ملی جزیره اسکیاتوس، فرودگاه بین‌المللی آرتور ناپلئون ریموند رابینسون (آغاز از ۱۲ نوامبر ۲۰۱۶) فرودگاه خوآن گئوآلبرتو گومس، فرودگاه بین‌المللی ویندهوک هوسیا کوتاکو (آغاز از ۲۵ مارس ۲۰۱۶)، فرودگاه بین‌المللی زنگبار (آغاز از ۲۵ مارس ۲۰۱۶) | 1-D             |
| کوندور فلوگدینست اجرا توسط ایربالتیک                       | فصلی: فرودگاه بین‌المللی کاوالا (آغاز از ۳۰ آوریل ۲۰۱۶)، فرودگاه بین‌المللی جزیره کوس (آغاز از ۱ مه ۲۰۱۶)، فرودگاه ملی اکتیون (آغاز از ۳۰ آوریل ۲۰۱۶) | 1-D             |
| هواپیمایی کرواسی                                           | فرودگاه اسپلیت، فرودگاه زاگرب فصلی: فرودگاه رییکا | ۲–۴             |
| دلتا ایرلاینز                                              | فرودگاه بین‌المللی هارتسفیلد-جکسون آتلانتا، فرودگاه متروپولیتن شهرستان وین دیترویت (آغاز از ۲۷ مه ۲۰۱۶) | 1-B             |
| ایزی‌جت                                                     | فرودگاه ادینبرو، فرودگاه گاتویک، فرودگاه لوتن لندن، فرودگاه استانستد لندن، فرودگاه منچستر، فرودگاه میلانو مالپنسا | 1-Z             |
| اجیپت‌ایر                                                   | فرودگاه بین‌المللی قاهره | ۲–۴             |
| ال عال                                                     | فرودگاه بین‌المللی بن گوریون | 1-F             |
| الین‌ایر                                                    | فصلی: فرودگاه بین‌المللی هراکلین (آغاز از ۸ مه ۲۰۱۶)، فرودگاه بین‌المللی سالونیک (آغاز از ۱۷ اوت ۲۰۱۶) |                 |
| هواپیمایی امارات                                           | فرودگاه بین‌المللی دوبی | 1-C             |
| هواپیمایی اتحاد                                            | فرودگاه بین‌المللی ابوظبی | 1-C             |
| فن‌ایر                                                      | فرودگاه هلسینکی | 1-D             |
| فلای‌بی                                                     | فرودگاه کاردیف | 1-D             |
| فری‌برد ایرلاینز                                            | چارتر: فرودگاه آنتالیا | 1-C             |
| جرمنیا (شرکت هواپیمایی)                                    | فرودگاه بین‌المللی رفیق حریری بیروت (آغاز از ۱۵ مه ۲۰۱۶)، فرودگاه بین‌المللی اربیل، فرودگاه بین‌المللی لارناکا، فرودگاه بین‌المللی سلیمانیه فصلی: فرودگاه بین‌المللی غردقه، فرودگاه بین‌المللی مرسی عالم | 1-D             |
| جرمن‌وینگز                                                  | فرودگاه دورتموند | ۲–۴             |
| هواپیمایی ایبریا                                           | فرودگاه مادرید-باراخاس | 1-D             |
| ایسلندایر                                                  | فرودگاه بین‌المللی کفلاویک | 1-D             |
| شرکت هواپیمایی اسرایر                                      | فصلی: فرودگاه بین‌المللی بن گوریون | 1-F             |
| کی‌ال‌ام                                                     | فرودگاه اسخیپول آمستردام | 1-D             |
| کویت ایرویز                                                | فرودگاه بین‌المللی کویت (ازسرگیری از ۴ ژوئیه ۲۰۱۶) | 1-Z             |
| کی‌ال‌ام اجرا توسط کی‌ال‌ام سیتی‌هاپر                           | فرودگاه اسخیپول آمستردام | 1-D             |
| لوت پولیش ایرلاینز                                         | فرودگاه شوپن ورشو | ۲–۴             |
| لوفت‌هانزا                                                  | فرودگاه بین‌المللی اسن‌بوغا، فرودگاه آنتالیا، فرودگاه بین‌المللی آتن، فرودگاه بارسلونا-ال پرات، فرودگاه بین‌المللی پکن، فرودگاه بلگراد نیکولا تسلا، فرودگاه برلین تگل، فرودگاه بیلبائو، فرودگاه بین‌المللی لوگان، فرودگاه برمن، فرودگاه بروکسل، فرودگاه بین‌المللی هنری کواندا، فرودگاه بین‌المللی بوداپست فرنک لیست، فرودگاه بین‌المللی قاهره، فرودگاه بین‌المللی شارلوت داگلاس، فرودگاه بین‌المللی اوهر شیکاگو، فرودگاه کلن بن، فرودگاه کپنهاگ، فرودگاه بین‌المللی ایندیرا گاندی، فرودگاه بین‌المللی دنور (ازسرگیری از ۱۱ مه ۲۰۱۶)، فرودگاه بین‌المللی دوسلدورف، فرودگاه بین‌المللی دوبی (پایان در ۹ آوریل ۲۰۱۶)، فرودگاه دوبلین، فرودگاه فارو، فرودگاه بین‌المللی فرانکفورت، فرودگاه هامبورگ، فرودگاه هانوفر-لانگنهاگن، فرودگاه هلسینکی، فرودگاه بین‌المللی هنگ کنگ، فرودگاه بین‌المللی بوریسپیل، فرودگاه بین‌المللی جان پل دوم کراکوف-بالیس، فرودگاه بین‌المللی لارناکا، فرودگاه لیسبون پورتلا، فرودگاه هیترو لندن، فرودگاه بین‌المللی لس‌آنجلس، فرودگاه مادرید-باراخاس، فرودگاه مالاگا، فرودگاه منچستر، فرودگاه بین‌المللی مکزیکو سیتی، فرودگاه میلانو مالپنسا، فرودگاه بین‌المللی مونترآل-پییر الیوت ترودو، فرودگاه بین‌المللی دوموده‌دوو، فرودگاه بین‌المللی چاتراپاتی شیواجی، فرودگاه بین‌المللی مانستر اوسنابروک، فرودگاه ناپل، فرودگاه بین‌المللی جان اف کندی، فرودگاه بین‌المللی لیبرتی نیوآرک، فرودگاه نیس کوت دازور، فرودگاه بین‌المللی اودسا (ازسرگیری از ۳۱ مارس ۲۰۱۶)، فرودگاه گاردرموئن اسلو، فرودگاه شارل دوگل پاریس، فرودگاه فرنسیسکو جسا کارنئیرو (آغاز از ۲۴ آوریل ۲۰۱۶)، فرودگاه پراگ رازیون، فرودگاه بین‌المللی ملک خالد، فرودگاه لئوناردو دا وینچی-فیومیچینو، فرودگاه پالکوو، فرودگاه بین‌المللی سانفرانسیسکو، فرودگاه بین‌المللی سائو پائولو گوارولوس، فرودگاه بین‌المللی سارایوو، فرودگاه بین‌المللی اینچئون، فرودگاه بین‌المللی شانگهای پودنگ، فرودگاه صوفیه، فرودگاه استکهلم-آرلاندا، فرودگاه بین‌المللی تفلیس، فرودگاه بین‌المللی امام خمینی (آغاز از ۴ ژوئیه ۲۰۱۶)، فرودگاه بین‌المللی بن گوریون، فرودگاه هانه‌دا، فرودگاه بین‌المللی ناریتا، فرودگاه والنسیا، فرودگاه ونیز مارکو پولو، فرودگاه بین‌المللی وین، فرودگاه بین‌المللی دالس واشینگتن، فرودگاه زاگرب، فرودگاه زوریخ فصلی: فرودگاه میلاس-بودروم، فرودگاه بین‌المللی کیپ‌تاون، فرودگاه کاتانیا-فونتاناروسا، فرودگاه بین‌المللی کورفو (آغاز از ۱۵ مه ۲۰۱۶)، فرودگاه دوبروونیک، فرودگاه فوئرته‌ونتورا، فرودگاه بین‌المللی گلاسگو، فرودگاه گرن کناریا، فرودگاه بین‌المللی هراکلین، فرودگاه بین‌المللی آتاترک، فرودگاه عدنان مندرس، فرودگاه کیتیلا، فرودگاه لامتزیا ترمه، فرودگاه بین‌المللی مالت، فرودگاه بین‌المللی میامی، فرودگاه پالما د مایورکا، فرودگاه بین‌المللی کفلاویک، فرودگاه ملی سادورینی (تیرا) (آغاز از ۱۴ مه ۲۰۱۶)، فرودگاه سن پابلو، فرودگاه اسپلیت، فرودگاه تنریف جنوبی، فرودگاه بین‌المللی پیرسون تورنتو، فرودگاه بین‌المللی تونس قرطاج، فرودگاه بین‌المللی ونکوور | ۲–۳, ۲–۴        |
| لوفت‌هانزا رجینال اجرا توسط Air Dolomiti                    | فرودگاه آنکونا، فرودگاه کاتانیا-فونتاناروسا، فرودگاه بین‌المللی کلوژ-نپوکا، فرودگاه کریستف کلمب جنوا، فرودگاه لیون-سینت اگزوپری، فرودگاه میلانو مالپنسا، فرودگاه پالرمو، فرودگاه بین‌المللی پروگیا، فرودگاه گالیله، فرودگاه پراگ رازیون، فرودگاه لئوناردو دا وینچی-فیومیچینو، فرودگاه بین‌المللی ترایان وویا (پایان در ۲۷ مارس ۲۰۱۶)، فرودگاه تورین کاسله | ۲–۴             |
| لوفت‌هانزا رجینال اجرا توسط لوفت‌هانزا سیتی‌لاین              | فرودگاه اسخیپول آمستردام، فرودگاه بازل-مولوز-فرایبورگ اروپا، فرودگاه بلگراد نیکولا تسلا، فرودگاه بیلبائو، فرودگاه بیرمنگام، فرودگاه برمن، فرودگاه بروکسل، فرودگاه بین‌المللی هنری کواندا، فرودگاه بین‌المللی بوداپست فرنک لیست، فرودگاه بین‌المللی کیشیناو، فرودگاه کلن بن، فرودگاه بین‌المللی دبرسن (آغاز از ۱۱ آوریل ۲۰۱۶)، فرودگاه درسدن، فرودگاه گدایسک لخ والسا، فرودگاه بین‌المللی ژنو (پایان در ۳ آوریل ۲۰۱۶)، فرودگاه گوتنبرگ-لاندوتر، فرودگاه گراتس، فرودگاه بین‌المللی جان پل دوم کراکوف-بالیس، فرودگاه لایپزیگ/هال، فرودگاه هیترو لندن، فرودگاه لوگزامبورگ - فیندل، فرودگاه لیون-سینت اگزوپری، فرودگاه بین‌المللی لیو دانیلو هالیتسکی، فرودگاه مارسی پروانس، فرودگاه میلانو مالپنسا، فرودگاه بین‌المللی مانستر اوسنابروک، فرودگاه نیس کوت دازور، فرودگاه نورمبرگ، فرودگاه پادربورن لیپشتات، فرودگاه شارل دوگل پاریس، فرودگاه گالیله، فرودگاه پوزنان-لاویکا، فرودگاه پراگ رازیون، فرودگاه لئوناردو دا وینچی-فیومیچینو، فرودگاه روستوک-لاگه، فرودگاه رزسزاوشو-جسینکا (آغاز از ۲۸ مارس ۲۰۱۶)، فرودگاه بین‌المللی سارایوو، فرودگاه بین‌المللی سیبیو، فرودگاه صوفیه، فرودگاه اسپلیت، فرودگاه اشتوتگارت، فرودگاه سایلت، فرودگاه بین‌المللی ترایان وویا، فرودگاه بین‌المللی مادر ترزای تیرانا (پایان در ۲۷ مارس ۲۰۱۶)، فرودگاه فریولی ونتزیا جولیا، فرودگاه تولوز-بلانیاک، فرودگاه تورین کاسله، فرودگاه بین‌المللی وین، فرودگاه شوپن ورشو، فرودگاه وروتسواف کوپرنیکوس، فرودگاه زاگرب، فرودگاه زوریخ فصلی: فرودگاه باستیا – پورتا، فرودگاه دوبروونیک، فرودگاه جرزی، فرودگاه اولبیا - کاستا اسمرالدا، فرودگاه پولا، فرودگاه زادر | ۲–۳             |
| لوکزایر                                                    | فرودگاه لوگزامبورگ - فیندل | ۲–۴             |
| هواپیمایی ماهان                                            | فرودگاه بین‌المللی امام خمینی | 1-Z             |
| مریدیانا                                                   | فرودگاه لینیت | 1-Z             |
| نوردیکا (شرکت هواپیمایی) اجرا توسط کارپات‌ایر               | فرودگاه لنارت مری تالین | 1-D             |
| نروژین ایر شاتل                                            | فرودگاه آلیکانته-الچه، فرودگاه گرن کناریا، فرودگاه مالاگا، فرودگاه گاردرموئن اسلو، فرودگاه استکهلم-آرلاندا، فرودگاه تنریف جنوبی | 1-Z             |
| نوول‌ایر                                                    | چارتر: فرودگاه بین‌المللی دیربا–زارزیس، فرودگاه بین‌المللی النفیضه حمامات | 1-Z             |
| عمان ایر                                                   | فرودگاه بین‌المللی مسقط | 1-C             |
| انور ایر                                                   | فرودگاه بین‌المللی آتاترک (آغاز از ۲۷ مارس ۲۰۱۶) | TBA             |
| اورن‌ایر                                                    | فصلی: فرودگاه چلیابینسک، فرودگاه تسنترالنی، فرودگاه بین‌المللی کورومچ | 1-B             |
| هواپیمایی پگاسوس                                           | فرودگاه بین‌المللی صبیحه گوکچن فصلی: فرودگاه آنتالیا | 1-C             |
| قطر ایرویز                                                 | فرودگاه بین‌المللی حمد | 1-B             |
| هواپیمایی پادشاهی مراکش                                    | فرودگاه بین‌المللی محمد پنجم، فرودگاه مراکش-منارا | 1-B             |
| الملکیه الاردنیه                                           | فرودگاه بین‌المللی ملکه علیا | 1-B             |
| اس۷ ایرلاینز                                               | فرودگاه بین‌المللی دوموده‌دوو | 1-B             |
| اس۷ ایرلاینز اجرا توسط گلوبوس ایرلاینز                     | فصلی: فرودگاه تولمچوا | 1-B             |
| SATA International                                         | فصلی: فرودگاه ژان پائولو دوم | 1-D             |
| هواپیمایی سعودی                                            | فرودگاه بین‌المللی ملک عبدالعزیز (آغاز از ۷ ژوئیه ۲۰۱۶)، فرودگاه بین‌المللی ملک خالد (ازسرگیری از ۴ ژوئیه ۲۰۱۶) | TBA             |
| هواپیمایی اسکاندیناوی                                      | فرودگاه کپنهاگ، فرودگاه گاردرموئن اسلو، فرودگاه استکهلم-آرلاندا | ۲–۴             |
| Sea Air اجرا توسط Maleth-Aero                              | فرودگاه جنوبی لندن (آغاز از ۹ مه ۲۰۱۶) | TBC             |
| سنگاپور ایرلاینز                                           | فرودگاه منچستر، فرودگاه چانگی سنگاپور | ۲–۳             |
| اسکای‌ورک ایرلاینز                                          | فرودگاه برن | 1-D             |
| هواپیمایی آفریقای جنوبی                                    | فرودگاه بین‌المللی اولیور تامبو | ۲–۴             |
| سان دور اینترنشنال ایرلاینز اجرا توسط ال عال               | فصلی: فرودگاه بین‌المللی بن گوریون | 1-F             |
| سان اکسپرس                                                 | فرودگاه آنتالیا، فرودگاه عدنان مندرس | 1-C             |
| سان‌اکسپرس دویچلند                                          | فرودگاه آدانا، فرودگاه آنتالیا، فرودگاه میلاس-بودروم (آغاز از ۶ مه ۲۰۱۶)، فرودگاه بین‌المللی النفیضه حمامات، فرودگاه بین‌المللی غردقه، فرودگاه عدنان مندرس (آغاز از ۳۱ ژوئیه ۲۰۱۶)، فرودگاه بین‌المللی ارکیلت، فرودگاه لانزاروته (آغاز از ۳ مه ۲۰۱۶)، فرودگاه بین‌المللی مرسی عالم، فرودگاه پالما د مایورکا (آغاز از ۴ مه ۲۰۱۶) فصلی: فرودگاه بین‌المللی اسن‌بوغا، فرودگاه فوئرته‌ونتورا، فرودگاه بین‌المللی هراکلین، فرودگاه بین‌المللی رود، فرودگاه وارنا | 1-C             |
| سوئیس اینترنشنال ایرلاینز                                  | فرودگاه بین‌المللی ژنو (آغاز از ۴ آوریل ۲۰۱۶) | 2-4             |
| سوئیس اینترنشنال ایرلاینز اجرا توسط آستریا ایر             | فرودگاه زوریخ | ۲–۴             |
| سوئیس اینترنشنال ایرلاینز اجرا توسط Swiss Global Air Lines | فرودگاه زوریخ | ۲–۴             |
| تاپ پرتغال                                                 | فرودگاه لیسبون پورتلا | ۲–۴             |
| تاروم                                                      | فرودگاه بین‌المللی هنری کواندا، فرودگاه بین‌المللی یاش، فرودگاه بین‌المللی سیبیو | 1-D             |
| تای ایرویز اینترنشنال                                      | فرودگاه بین‌المللی سووارنابومی | ۲–۳             |
| تی‌یوآی‌فلای                                                 | فرودگاه رابیل، فرودگاه فوئرته‌ونتورا، فرودگاه گرن کناریا، فرودگاه بین‌المللی غردقه، فرودگاه لانزاروته، فرودگاه بین‌المللی مرسی عالم، فرودگاه بین‌المللی امیلکر کبرل، فرودگاه بین‌المللی بن گوریون (آغاز از ۷ مارس ۲۰۱۶) فرودگاه تنریف جنوبی فصلی: فرودگاه آنتالیا، فرودگاه بین‌المللی کورفو، فرودگاه دالامان، فرودگاه فارو، فرودگاه بین‌المللی هراکلین، فرودگاه ایبیزا (اسپانیا) (آغاز از ۲۹ مارس ۲۰۱۶)، فرودگاه خرث، فرودگاه بین‌المللی جزیره کوس، فرودگاه منورکا، فرودگاه پالما د مایورکا، فرودگاه آراکسوس، فرودگاه بین‌المللی رود | 1-Z             |
| ترانساویا.کام                                              | فرودگاه آلیکانته-الچه (آغاز از ۳۱ مه ۲۰۱۶)، فرودگاه بروکسل، فرودگاه کپنهاگ، فرودگاه آیندهوون، فرودگاه فارو، فرودگاه لیسبون پورتلا (آغاز از ۳۱ مه ۲۰۱۶)، فرودگاه مراکش-منارا (آغاز از ۲۶ مارس ۲۰۱۶)، فرودگاه ناپل (آغاز از ۲۶ مارس ۲۰۱۶)، فرودگاه پالما د مایورکا، فرودگاه گالیله، فرودگاه فرنسیسکو جسا کارنئیرو (آغاز از ۲۷ مارس ۲۰۱۶)، فرودگاه سن پابلو (آغاز از ۲۷ مارس ۲۰۱۶)، فرودگاه ونیز مارکو پولو (آغاز از ۲۷ مارس ۲۰۱۶) فصلی: فرودگاه باری (آغاز از ۳۰ مه ۲۰۱۶)، فرودگاه کاتانیا-فونتاناروسا (آغاز از ۳۱ مه ۲۰۱۶)، فرودگاه دوبروونیک (آغاز از ۳۰ مه ۲۰۱۶)، فرودگاه پالرمو (آغاز از ۳۰ مه ۲۰۱۶)، فرودگاه والنسیا (آغاز از ۳۰ مه ۲۰۱۶) | 1-D             |
| ترنسویا فرانس                                              | فرودگاه اورلی | 1-D             |
| تونس ایر                                                   | فرودگاه بین‌المللی دیربا–زارزیس، فرودگاه بین‌المللی النفیضه حمامات، فرودگاه بین‌المللی تونس قرطاج | 1-C             |
| ترکیش ایرلاینز                                             | فرودگاه بین‌المللی آتاترک، فرودگاه بین‌المللی صبیحه گوکچن فصلی: فرودگاه بین‌المللی اسن‌بوغا، فرودگاه عدنان مندرس، فرودگاه بین‌المللی ارکیلت، فرودگاه چهارشنبه سامسون | 1-C             |
| هواپیمایی بین‌المللی اوکراین                                | فرودگاه بین‌المللی بوریسپیل | 1-B             |
| یونایتد ایرلاینز                                           | فرودگاه بین‌المللی اوهر شیکاگو، فرودگاه بین‌المللی جرج بوش، فرودگاه بین‌المللی لیبرتی نیوآرک، فرودگاه بین‌المللی دالس واشینگتن | ۲–۳             |
| اورال ایرلاینز                                             | فرودگاه بین‌المللی دوموده‌دوو | 1-D             |
| ولوتی                                                      | فصلی: فرودگاه بوردو–مریگناک، فرودگاه ملی جزیره میکناس (آغاز از ۲۷ مه ۲۰۱۶)، فرودگاه نانت آتلانتیک | 1-D             |
| ویولینگ                                                    | فرودگاه بارسلونا-ال پرات، فرودگاه مالاگا، فرودگاه پالما د مایورکا، فرودگاه لئوناردو دا وینچی-فیومیچینو فصلی: فرودگاه سانتیاگو د کمپوستلا | 1-Z             |

### باربری
| شرکت‌های هواپیمایی                                    | مقصدهای پروازی                                                                               |
| ---------------------------------------------------- | -------------------------------------------------------------------------------------------- |
| AirBridgeCargo Airlines                              | فرودگاه بین‌المللی شرمتیوو                                                                    |
| ASL Airlines Belgium                                 | فرودگاه لیژ، فرودگاه لیوبلیانا                                                               |
| ATRAN                                                | فرودگاه لیژ، فرودگاه بین‌المللی شرمتیوو                                                       |
| کارگولوکس                                            | فرودگاه بین‌المللی هارتسفیلد-جکسون آتلانتا، فرودگاه لوگزامبورگ - فیندل                        |
| دی‌اچ‌ال اوییشن اجرا توسط یوروپین ایر ترنسپورت لایپزیگ | فرودگاه لایپزیگ/هال                                                                          |
| فدکس اکسپرس                                          | فرودگاه کلن بن، فرودگاه بین‌المللی فرانکفورت، فرودگاه میلانو مالپنسا، فرودگاه شارل دوگل پاریس |
| استار ایر (مرسک لاین)                                | فرودگاه بین‌المللی آتن، فرودگاه کلن بن                                                        |
| یانگتزه ریور اکسپرس                                  | فرودگاه بروکسل، فرودگاه بین‌المللی شانگهای پودنگ، فرودگاه بین‌المللی تیانجین بینهای            |